# Youth is wasted on the young
Youth is wasted on the young is een studioalbum van de Zweedse alternatieve rockband Twelve Caesars, voor het eerst uitgegeven in 1998.

## Lijst van nummers
1. "Sort It Out" - 3:37
2. "Let's Go Parking Baby" - 2:36
3. "I'm Gonna Kick You Out" - 2:52
4. "You're My Favourite" - 2:03
5. "My Abduction Love" - 3:50
6. "Optic Nerve" - 3:51
7. "The Cannibals" - 3:00
8. "Anything You Want" - 2:54
9. "She's A Planet" - 2:25
10. "Suzy Creamcheese" - 4:05
11. "You Are My Favourite 2" - 2:52
12. "You Don't Mean A Thing To Me" - 4:36
13. "Out Of My Hands" - 3:37